# Antirhea
Antirhea är ett släkte av måreväxter. Antirhea ingår i familjen måreväxter.

## Dottertaxa tillAntirhea, i alfabetisk ordning[1]
- Antirhea affinis
- Antirhea anodon
- Antirhea atropurpurea
- Antirhea attenuata
- Antirhea benguetensis
- Antirhea bifida
- Antirhea bombysia
- Antirhea borbonica
- Antirhea buruana
- Antirhea caudata
- Antirhea chinensis
- Antirhea edanoi
- Antirhea foveolata
- Antirhea hexasperma
- Antirhea inaequalis
- Antirhea inconspicua
- Antirhea ioensis
- Antirhea livida
- Antirhea madagascariensis
- Antirhea megacarpa
- Antirhea microphylla
- Antirhea multiflora
- Antirhea myrtoides
- Antirhea novobritanniensis
- Antirhea ovatifolia
- Antirhea paxillata
- Antirhea philippinensis
- Antirhea putaminosa
- Antirhea ramosii
- Antirhea rhamnoides
- Antirhea schmutzii
- Antirhea smithii
- Antirhea sphaerocarpa
- Antirhea strigosa
- Antirhea talaudensis
- Antirhea tayabensis
- Antirhea tenuiflora
- Antirhea ternata